# Józef Pławiński

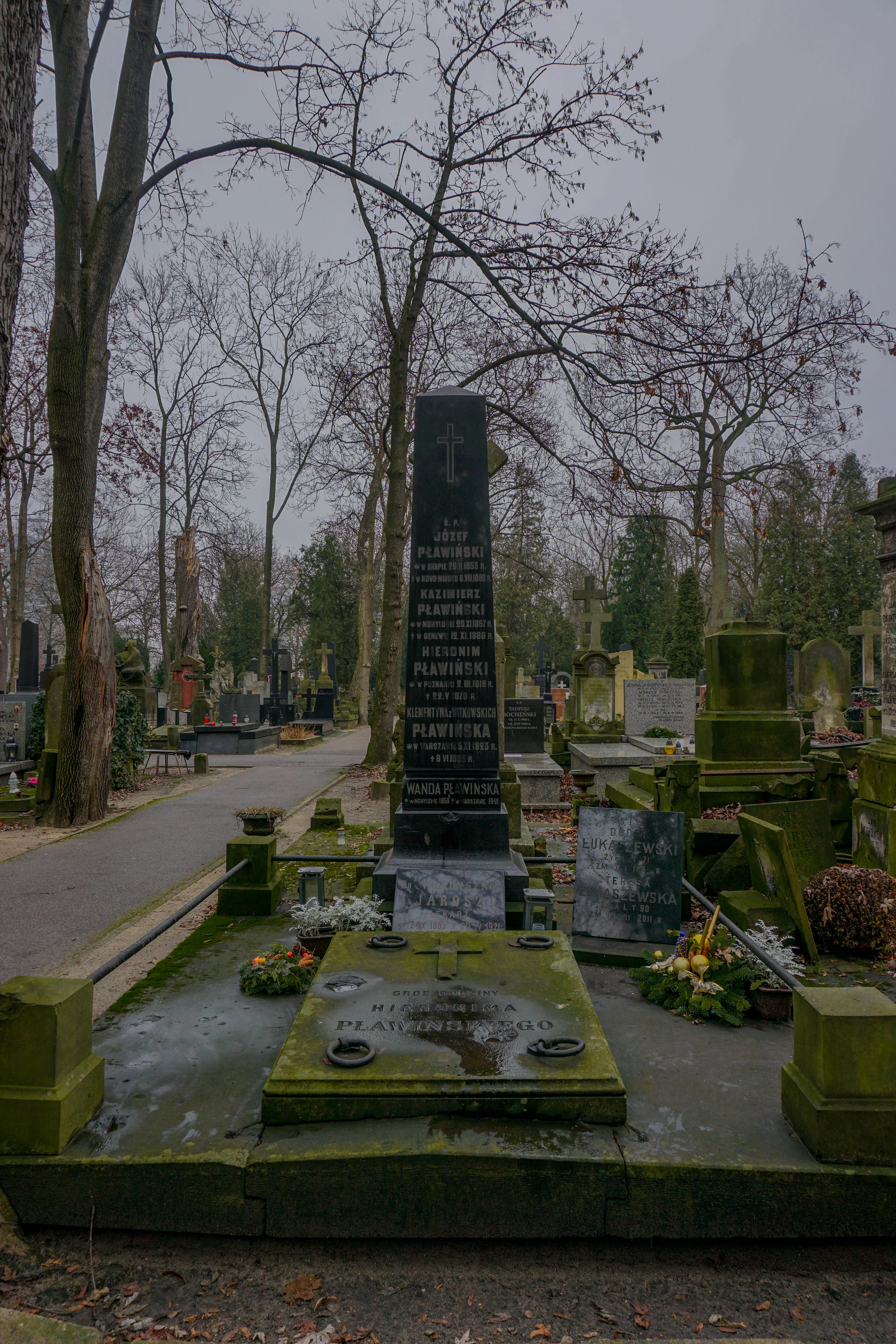
Grób Józefa Pławińskiego na cmentarzu Powązkowskim

Józef Pławiński (ur. 26 lutego 1853 w Anapie, zm. 8 sierpnia 1880 w Nowo-Mińsku) – kompozytor, działacz socjalistyczny.
Ukończył szkołę muzyczną, komponował, podczas studiów zaangażował się w działalność kółka socjalistycznego. Podczas studiów na Cesarskim Uniwersytecie Warszawskim był współorganizatorem tajnego Studenckiego Koła Bibliotecznego, celem Koła było propagowanie literatury polskiej (władze carskie wprowadziły nauczanie w języku rosyjskim). 1 maja wraz z Konradem Prószyńskim i Edwardem Korniłowiczem podpisał akt założycielski Towarzystwa Oświaty Narodowej, które miało szerzyć oświatę wśród prostego ludu. Autorem pierwszego elementarza był Prószyński, Pławiński opracował część dotyczącą muzyki. Ponadto dokonał jednego z pierwszych tłumaczeń „Kapitału” Karola Marksa. 
W 1878 został aresztowany przez carską żandarmerię i osadzony w X Pawilonie Cytadeli Warszawskiej, gdzie był więziony od sierpnia 1878 do kwietnia 1880. Tam zetknął się z innymi działaczami socjalistycznymi, wraz z Filipiną Płaskowicką i Wacławem Święcickim redagował odręcznie tworzone czasopismo więzienne Głos Więźnia. Gdy Święcicki napisał słowa „Warszawianki” (1905), Pławiński skomponował do jej słów melodię opartą na „Marszu Żuławów”. Pieśń ta stała się w późniejszych latach pierwszym hymnem socjalistów. W 1880 sąd carski skazał go na dożywotnie osiedlenie na Syberii. Zmarł podczas podróży. Pochowany na cmentarzu Powązkowskim (kwatera 39-4-1/2).
Postać Józefa Pławińskiego została przedstawiona w filmie o życiu Ludwika Waryńskiego „Biały mazur”.